# アナ・イバノビッチ
アナ・イバノビッチ（Ana Ivanović, セルビア語:  Ана Ивановић, 1987年11月6日 - ）は、セルビア・ベオグラード出身の女子プロテニス選手。2008年全仏オープン女子シングルス優勝者であり、WTAランキング自己最高位はシングルス1位、ダブルス50位。WTAツアーではシングルス15勝を挙げ、同時期に活躍していた2歳年上のエレナ・ヤンコビッチとともに、セルビアのテニス界を代表する女子2強豪のひとりであった。身長186cm、体重69kg。右利き、バックハンド・ストロークは両手打ち。

## 来歴
イバノビッチは5歳の時から、テニスの試合をテレビで見たことがきっかけで自分もテニスを始めた。同じセルビア出身のモニカ・セレシュに強い感銘を受け、近くのテニス・スクールに連れて行ってほしいと両親にねだったという。2003年8月にプロ入り。女子テニスツアーの下部組織の大会を回っていた頃、2004年5月には、日本の岐阜県で行われたカンガルーカップ国際女子オープンテニスと福岡県で行われた福岡国際女子テニスの両大会で2週連続優勝した。
2005年1月、全豪オープン直前のオーストラリア・キャンベラの大会でWTAツアー初優勝を果たす。翌週の全豪オープンで4大大会の本戦にデビューし、3回戦で第2シードのアメリ・モレスモに 2-6, 5-7 で敗れた。続く全仏オープンでイバノビッチはいきなりベスト8に進出し、3回戦で地元選手のモレスモを 6-4, 3-6, 6-4 で破り、4回戦でもイタリアのフランチェスカ・スキアボーネに勝ったが、準々決勝で第7シードのナディア・ペトロワに 2-6, 2-6 で敗れている。ウィンブルドンでもマリー・ピエルスとの3回戦まで進出した。
2006年度のイバノビッチはウィンブルドンで好成績を出し、前年より1ラウンド上の4回戦に勝ち上がった。3回戦で第14シードのディナラ・サフィナに 3-6, 7-6, 6-1 で勝ったイバノビッチだが、4回戦で第1シードのモレスモに 3-6, 4-6 で敗れる。同年8月第3週のロジャーズ・カップで、イバノビッチは決勝でマルチナ・ヒンギスを 6-2, 6-3 で破ってツアー2勝目を挙げた。
2007年5月のカタール・テレコム・ドイツ・オープン優勝により、イバノビッチは世界ランキングを自己最高の8位に上げ、初めての世界トップ10入りを果たした。全仏オープンでは第7シードから勝ち進み、準決勝でマリア・シャラポワを破って初めての決勝戦に進んだ。決勝では第1シードのジュスティーヌ・エナンに 1-6, 2-6 で完敗し、イバノビッチは女子シングルス準優勝者になった。この全仏オープンではエレナ・ヤンコビッチも準決勝に勝ち上がり、セルビアの女子選手が2人ベスト4に入る快挙を見せた。この後ウィンブルドンでも準決勝に進出したが、過去3度優勝経験のあるビーナス・ウィリアムズに 2-6, 4-6 で敗れ、全仏に続く決勝進出はならなかった。
2008年全豪オープンで、イバノビッチは第4シードから勝ち進み、2007年全仏オープンに続く2度目の4大大会決勝進出を果たした。この決勝戦ではマリア・シャラポワに 7-5、6-3 で敗れ、2度目の挑戦でのグランドスラム初優勝はならなかった。続く全仏オープンで、第2シードのイバノビッチは2年連続の決勝戦でディナラ・サフィナ（ロシア）を 6-4, 6-3 で破り、セルビア人女性として初の4大大会シングルス優勝を達成した。この優勝により、イバノビッチはシャラポワを抜いて世界ランキング1位となった。ところが、初めて第1シードに選ばれたウィンブルドンで、イバノビッチは3回戦で鄭潔（中国）に 1-6, 4-6 のストレートで敗れた。
その後は右手親指の故障も重なり、長期間のスランプ状態が続いている。全仏オープン優勝でたどり着いた世界ランキング1位の座も、わずか2か月後の8月11日に同国のライバルであるエレナ・ヤンコビッチに明け渡した。大会前年優勝者として臨んだ全仏オープンでは第8シードの位置に下がり、4回戦で第9シードのビクトリア・アザレンカ（ベラルーシ）に 2-6, 3-6 のストレートで完敗した。
2010年のコモンウェルス・バンク・トーナメント・オブ・チャンピオンズでは決勝でアリサ・クレイバノワ（ロシア）を 6-2, 7-6 で破りツアー10勝目を挙げた。2011年の大会にも主催者推薦で出場し、決勝でアナベル・メディナ・ガリゲス（スペイン）に 6-3, 6-0 で勝利し連覇を果たしツアー12勝目を挙げた。この日はイバノビッチの24回目の誕生日であった。
2012年7月のロンドン五輪でオリンピックに初出場した。シングルス3回戦でベルギーのキム・クライシュテルスに 3-6, 4-6 で敗れた。全米オープンでは優勝した2008年全仏以来の4大大会ベスト8に進出した。準々決勝でセリーナ・ウィリアムズに 1-6, 3-6 で敗れた。11月のチェコとのフェドカップ決勝では第1試合でルーシー・サファロバに 4-6, 3-6 で敗れた。第3試合のエース対決でペトラ・クビトバに 6-3, 7-5 で勝利したが、第4試合でエレナ・ヤンコビッチがサファロバに 1-6, 1-6 で敗れセルビアは初優勝を逃した。
2014年全豪オープンでは4回戦で世界ランキング1位のセリーナ・ウィリアムズを 4-6, 6-3, 6-3 で破る殊勲を挙げ全豪では6年ぶりにベスト8に進出した。準々決勝ではウージニー・ブシャールに 7-5, 5-7, 2-6 で敗れた。
イバノビッチはサッカードイツ代表のMFでマンチェスター・ユナイテッドに所属するバスティアン・シュバインシュタイガーと2016年7月13日にヴェネツィアで結婚式を挙げた。
2016年は、4大大会をはじめツアー大会でも思ったような成績を残すことができず、同年12月28日、手首と足指の怪我により引退することを自身のフェイスブックで発表。年間最終ランキングは65位だった。

## WTAツアー決勝進出結果

### シングルス: 23回 (15勝8敗)
| 大会グレード          | 大会グレード                 |
| 2008年以前            | 2009年以後                   |
| --------------------- | ---------------------------- |
| グランドスラム (1–2)  |                              |
| WTAファイナルズ (0–0) |                              |
| ティア I (3–1)        | プレミア・マンダトリー (0–1) |
| ティア I (3–1)        | プレミア5 (0–1)              |
|                       | WTAチャンピオンズ (2–0)      |
| ティア II (3–0)       | プレミア (2–2)               |
| ティア III (0–0)      | インターナショナル (3–1)     |
| ティア IV ＆ V (1–0)  | インターナショナル (3–1)     |

| 結果   | No. | 決勝日         | 大会                 | サーフェス        | 対戦相手                         | スコア             |
| ------ | --- | -------------- | -------------------- | ----------------- | -------------------------------- | ------------------ |
| 優勝   | 1.  | 2005年1月15日  | キャンベラ           | ハード            | メリンダ・ツィンク               | 7-5, 6-1           |
| 優勝   | 2.  | 2006年8月21日  | モントリオール       | ハード            | マルチナ・ヒンギス               | 6-2, 6-3           |
| 準優勝 | 1.  | 2007年2月4日   | 東京                 | カーペット (室内) | マルチナ・ヒンギス               | 4-6, 2-6           |
| 優勝   | 3.  | 2007年5月13日  | ベルリン             | クレー            | スベトラーナ・クズネツォワ       | 3-6, 6-4, 7-6(7-4) |
| 準優勝 | 2.  | 2007年6月9日   | 全仏オープン         | クレー            | ジュスティーヌ・エナン           | 1-6, 2-6           |
| 優勝   | 4.  | 2007年8月12日  | ロサンゼルス         | ハード            | ナディア・ペトロワ               | 7-5, 6-4           |
| 優勝   | 5.  | 2007年9月30日  | ルクセンブルク       | ハード (室内)     | ダニエラ・ハンチュコバ           | 3-6, 6-4, 6-4      |
| 準優勝 | 3.  | 2008年1月26日  | 全豪オープン         | ハード            | マリア・シャラポワ               | 5-7, 3-6           |
| 優勝   | 6.  | 2008年3月23日  | インディアンウェルズ | ハード            | スベトラーナ・クズネツォワ       | 6-4, 6-3           |
| 優勝   | 7.  | 2008年6月7日   | 全仏オープン         | クレー            | ディナラ・サフィナ               | 6-4, 6-3           |
| 優勝   | 8.  | 2008年10月26日 | リンツ               | ハード (室内)     | ベラ・ズボナレワ                 | 6-2, 6-1           |
| 準優勝 | 4.  | 2009年3月22日  | インディアンウェルズ | ハード            | ベラ・ズボナレワ                 | 6-7(5-7), 2-6      |
| 優勝   | 9.  | 2010年10月17日 | リンツ               | ハード (室内)     | パティ・シュナイダー             | 6-1, 6-2           |
| 優勝   | 10. | 2010年11月7日  | バリ                 | ハード (室内)     | アリサ・クレイバノワ             | 6-2, 7-6(7-5)      |
| 優勝   | 11. | 2011年11月6日  | バリ                 | ハード (室内)     | アナベル・メディナ・ガリゲス     | 6-3, 6-0           |
| 準優勝 | 5.  | 2013年10月13日 | リンツ               | ハード (室内)     | アンゲリク・ケルバー             | 4-6, 6-7(6-8)      |
| 優勝   | 12. | 2014年1月4日   | オークランド         | ハード            | ビーナス・ウィリアムズ           | 6-2, 5-7, 6-4      |
| 優勝   | 13. | 2014年4月6日   | モンテレイ           | ハード            | ヨバナ・ヤクシッチ               | 6-2, 6-1           |
| 準優勝 | 6.  | 2014年4月27日  | シュトゥットガルト   | クレー            | マリア・シャラポワ               | 6-3, 4-6, 1-6      |
| 優勝   | 14. | 2014年6月15日  | バーミンガム         | 芝                | バルボラ・ザフラボバ・ストリコバ | 6-3, 6-2           |
| 準優勝 | 7.  | 2014年8月17日  | シンシナティ         | ハード            | セリーナ・ウィリアムズ           | 4-6, 1-6           |
| 優勝   | 15. | 2014年9月21日  | 東京                 | ハード            | キャロライン・ウォズニアッキ     | 6-2, 7-6(7-2)      |
| 準優勝 | 8.  | 2015年1月10日  | ブリスベン           | ハード            | マリア・シャラポワ               | 7-6(7-4), 3-6, 3-6 |

### ダブルス: 1回 (0勝1敗)
| 結果   | No. | 決勝日        | 大会               | サーフェス | パートナー         | 対戦相手  | スコア        |
| ------ | --- | ------------- | ------------------ | ---------- | ------------------ | --------- | ------------- |
| 準優勝 | 1.  | 2006年6月19日 | スヘルトーヘンボス | 芝         | マリア・キリレンコ | 晏紫 鄭潔 | 6-3, 2-6, 2-6 |

## 4大大会優勝
- 全仏オープン：1勝（2008年）

| 年     | 大会         | 対戦相手           | 試合結果 |
| ------ | ------------ | ------------------ | -------- |
| 2008年 | 全仏オープン | ディナラ・サフィナ | 6-4, 6-3 |

## 4大大会シングルス成績
略語の説明
| W | F | SF | QF | #R | RR | Q# | LQ | A | Z# | PO | G | S | B | NMS | P | NH |

W=優勝, F=準優勝, SF=ベスト4, QF=ベスト8, #R=#回戦敗退, RR=ラウンドロビン敗退, Q#=予選#回戦敗退, LQ=予選敗退, A=大会不参加, Z#=デビスカップ/BJKカップ地域ゾーン, PO=デビスカップ/BJKカッププレーオフ, G=オリンピック金メダル, S=オリンピック銀メダル, B=オリンピック銅メダル, NMS=マスターズシリーズから降格, P=開催延期, NH=開催なし.
| 大会           | 2004 | 2005 | 2006 | 2007 | 2008 | 2009 | 2010 | 2011 | 2012 | 2013 | 2014 | 2015 | 2016 | 通算成績 |
| -------------- | ---- | ---- | ---- | ---- | ---- | ---- | ---- | ---- | ---- | ---- | ---- | ---- | ---- | -------- |
| 全豪オープン   | A    | 3R   | 2R   | 3R   | F    | 3R   | 2R   | 1R   | 4R   | 4R   | QF   | 1R   | 3R   | 26–12    |
| 全仏オープン   | A    | QF   | 3R   | F    | W    | 4R   | 2R   | 1R   | 3R   | 4R   | 3R   | SF   | 3R   | 37–11    |
| ウィンブルドン | A    | 3R   | 4R   | SF   | 3R   | 4R   | 1R   | 3R   | 4R   | 2R   | 3R   | 2R   | 1R   | 24–12    |
| 全米オープン   | LQ   | 2R   | 3R   | 4R   | 2R   | 1R   | 4R   | 4R   | QF   | 4R   | 2R   | 1R   | 1R   | 20–12    |

※: 2011年全米2回戦の不戦勝は通算成績に含まない